# Эджер, Дениз
Дэвида Эджер (англ. Davida Eger), имя при рождении Дениз Лиз Эджер (англ. Denise Leese Eger; род. 14 марта 1960, Питтсбург, штат Пенсильвания, США) — американский реформистский раввин. В 2015—2017 годах была президентом Центральной конференции американских раввинов, крупнейшей и старейшей раввинской организации в Северной Америке. Эджер стала первой открытой гомосексуалкой, занявшей эту должность.

## Личная жизнь
Родилась 14 марта 1960 года в городе Питтсбург. Она была второй дочерью Бернарда и Эстель (Лиз) Эджер. Выросла в городе Мемфис, в штате Теннесси, куда переехала вместе с семьёй. Обучалась пению в Мемфисском университете, откуда перешла в университет Южной Калифорнии. В последнем специализировалась на изучении религий. В 1982 году окончила университет Южной Калифорнии со степенью бакалавра религиоведения. Затем поступила в Еврейский объединённый колледж — Еврейский институт религии, который окончила в 1985 году со степенью магистра. Давида Эджер — открытая гомосексуалка. В 1990 году она совершила каминг-аут во время интервью изданию «Время Лос-Анджелеса».

### Раввинат
В 1983—1984 году в общине Чаверим в Вествуде Эджер прошла стажировку перед рукоположением. В 1985—1986 году она стажировалась у раввина Соломона Ф. Клейнмана в синагоге Ахават Шалом Нортридж в Южной Калифорнии. Рукоположена в сан в 1988 году в Нью-Йоркском кампусе Еврейского объединённого колледжа. Служение начала в качестве первого очного раввина синагоги Бет Хайим Хадашим в Лос-Анджелесе — первой в мире ЛГБТ-синагоге, получившей официальное признание у реформистского иудаизма. В 1992 году она и еще двадцать пять человек основали Конгрегацию Кол Ами — синагогу для евреев с разной сексуальной ориентацией в Западном Голливуде. Вскоре численность общины Кол Ами выросла до трёхсот пятидесяти членов. Среди значительных достижений синагоги — успешный сбор средств на покупку земли и строительство, отмеченного наградами, здания на Лабрэ-авеню в Западном Голливуде, возведение которого было завершено в 2001 году, а также создание фонда, который обеспечивает пятнадцать процентов годового бюджета собрания.
Эджер занимала должности казначея Сети женщин-раввинов и президента Тихоокеанской ассоциации раввинов-реформаторов. Она возглавляла Сеть раввинов геев и лесбиянок Центральной конференции американских раввинов и Целевую группу по вопросам геев и лесбиянок в раввинате. Эджер является старшим раввином Института Шалома Хартмана. Сыграла важную роль в принятии постановления Центральной конференции американских раввинов от марта 2000 года в поддержку официальных церемоний и свадеб геев и лесбиянок. Является соавтором официального обряда бракосочетания геев и лесбиянок движения за реформы. 16 июня 2008 года совершила обряд бракосочетания ЛГБТ-активисток Робин Тайлер и Дайан Олсон. В 2009 году стала первой женщиной и первым открытым гомосексуальным человеком — президентом Совета раввинов Южной Калифорнии. Летом 2010 года «Еврейский ежедневный форвард» назвал её одной из пятидесяти самых влиятельных женщин-раввинов.
В марте 2015 года была избрана президентом Центральной конференции американских раввинов, крупнейшей и старейшей раввинистской организации в Северной Америке. Эджер стала первым открытым гомосексуальным человеком, занявшим эту должность. За два года работы в качестве главы международной организации раввинов-реформаторов, состоящей из 2300 членов, она добилась восстановления этического кодекса путем введения обязательного непрерывного образования. При ней повысилась узнаваемость Центральной конференции американских раввинов за счёт преобразования процесса принятия резолюций по вопросам государственной политики и эффективных стратегий в социальных сетях и прессе, получили развитие международные связи между раввинами-реформаторами, работающими за пределами Северной Америки, улучшилось управление за счёт введения ограничений на срок полномочий председателей и членов комитетов. Раввин служила наставником молодых студентов-раввинов в Еврейском объединённом колледже и была наставником для студентов-раввинов в Американо-израильском комитете по общественным связям.

### Активизм
Эджер широко известна как эксперт по иудаизму и гражданским правам ЛГБТ. Издавалась в антологиях «Тора Квир», «Лесбийские раввины», «Дважды благословенные» и «Видение конфликтности. Современные дебаты в реформистском иудаизме». Является автором эссе «Создание возможностей для „других“: рукоположение женщин, как поворотный момент для ЛГБТ-евреев», которое вошло в книгу «Священное призвание: четыре десятилетия женщин в раввинате», изданную в 2016 году. Раввин Эджер сделала борьбу за справедливое отношение ко всем людям краеугольным камнем своего раввината. Она принимала активное участие в переговорах об улучшении условий труда в отелях и сфере сельского хозяйства в Калифорнии, выступала за мораторий на смертную казнь в этом штате, участвовала в акциях по прекращению геноцида и преступлений против человечности во всем мире.
Эджер много работала с людьми с диагнозом ВИЧ / СПИД. В течение тридцати лет курировала группу поддержки ВИЧ+. Она была сопредседателем Общественного консультативного совета Фонда Шанти, председателем Духовного консультативного комитета Проекта по СПИДу в Лос-Анджелесе и сопредседателем Институционального наблюдательного совета Исследовательского альянса — организации, занимающейся исследованиями в области лекарств от СПИДа.
Эджер была одной из учредительниц и первым президентом Межконфессиональной ассоциации духовенства лесбиянок, геев и бисексуалов Южной Калифорнии. В настоящее время она является членом-учредителем правления Сионского движения — прогрессивной про-израильской правозащитной организации. Эджер является одним из основателей Совета по религии и вероисповеданию Кампании за права человека. Она входила в правление кампании «Нет инициативе Найта» / «Нет Предложению 22» и входила в правление «Равенство для всех / Нет Предложению 8». Она была основателем организации Вера за равенство в Калифорнии и помогала объединению Евреи за брачное равноправие.

## Награды и премии
- Издание «Еврейский ежедневный форвард» (англ. Jewish Daily Forward) включило Эджер в список 50 самых влиятельных евреев Северной Америки.
- Национальное женское политическое собрание Лос-Анджелеса в октябре 2009 года включило Эджер в список «12 выдающихся женщин-лидеров».
- Издание «Еврейский ежедневный форвард» в июле 2010 года назвало Эджер одной из 50 самых влиятельных женщин-раввинов в Северной Америке.
- Премия имени Морриса Кайта[англ.] за заслуги перед жизнью от организации «Кристофер-Стрит-Уэст / Лос-Анджелес Прайд»[16].
- Звание почётного доктора теологии Еврейского объединённого колледжа — Еврейского института религии в 2013 году.